# یائو یاون
یائو یاون (انگلیسی: Yao Yawen؛ زادهٔ ۲ فوریهٔ ۱۹۶۷) کماندار زن اهل چین بود. وی در بازی‌های المپیک تابستانی ۱۹۸۸ شرکت کرده‌است.